# 宋淳
宋淳（1507年—？），字德完，號還峰，浙江衢州府開化縣人，民籍，明朝政治人物。

## 生平
嘉靖十三年（1534年）甲午科浙江鄉試第四十五名舉人。嘉靖十四年（1535年）中式乙未科會試第四十四名，登第二甲第八十名進士。授刑部主事，恤刑廣東，升郎中，出为直隶太平府知府，时有“宋一刻”之号。举循良第一，历大名兵备、山西右参政、江西按察使、江西左布政使，三十七年六月被推为南赣巡抚，被巡按江西御史徐绅劾奏宋淳贪纵不法，淳坐罢听勘。有《中丞集》《三宋诗》行世。

## 家族
曾祖宋進；祖父宋謙；父宋鴻，曾任教授。母吾氏。慈侍下。兄澄、清、溏。弟滋、漢。